# Walter Santarossa
Walter Santarossa (Roma, 14 settembre 1978) è un cestista e allenatore di pallacanestro italiano.
Alto 200 cm, 94 kg di peso, giocava nel ruolo di ala piccola.

## Carriera

### Club
Ala dal buon tiro da tre punti, cresce cestisticamente a Livorno, ed esordisce in Serie A nel 2001, a seguito della promozione della sua squadra, contribuendo come una delle pedine chiave.
Passa alla Viola Reggio Calabria nel 2002-03, annata in cui però si infortuna. L'anno successivo viene acquisito dalla Pallacanestro Biella, formazione in cui mostra doti difensive elevate, forse poco riconosciute in precedenza, rivelandosi uno dei migliori in Italia nel suo ruolo. Nel marzo del 2007 avviene il trasferimento alla Juvecaserta Basket.
Mentre era senza contratto, svolgeva gli allenamenti di preparazione con la squadra campione d'Italia, la Montepaschi Siena; è tornato per la stagione 2007-08 nell'Angelico Biella. Il 18 gennaio 2008 fa ritorno in Legadue, acquistato dall'Ignis Novara. Con la società piemontese disputa 15 incontri di campionato e retrocede in Serie B d'Eccellenza. Nel 2008 passa alla Legea Scafati. Nella stagione 2009-2010 approda in Serie A Dilettanti con la maglia granata del Basket Trapani, con cui conquista la promozione in Legadue. Milita successivamente per l'Aquila Basket Trento con la quale riesce a bissare il successo dell'anno precedente, ovvero la promozione in Legadue.
Nell'estate dello stesso anno si trasferisce a Lucca, per giocare con la compagine toscana, neopromossa, nuovamente in DNA. Con il fallimento della squadra toscana (con cui ha quasi due stagioni di militanza), nel marzo 2014 torna a Trento per completare la restante parte della stagione. Successivamente si aggrega alla formazione di Biella per poi venire ingaggiato dagli G.S. Eagles Valsesia Basket in serie B.
Nel luglio del 2016 viene ingaggiato dalla Nuova Pallacanestro Ghemme in Serie D ottenendo nelle stagioni 2016/2017 e 2017/2018 due promozioni rispettivamente in Serie C Silver e Serie C Gold.
Il 19 luglio 2018, dopo essersi ritirato dall'attività agonistica, diventa assistente di Michele Carrea alla Pallacanestro Biella.
Nel 2019 torna in campo da giocatore al Basket Cossato.
Nella stagione 2020-21 ritorna con il Valsesia Basket in serie D regionale piemontese dove in 2 anni effettua il doppio salto di categoria, prima dalla D alla C Silver e successivamente dalla C Silver alla C Gold piemontese

### Nazionale
Costantemente convocato nelle rappresentative nazionali giovanili fino dalla categoria Cadetti, fu memorabile la sua prestazione difensiva agli Europei Under-20, quando limitò a soli 10 punti il già fortissimo tedesco Dirk Nowitzki, futura stella NBA.
Tra il 2001 e il 2005 ha avuto modo di vestire la canotta della Nazionale maggiore, partecipando anche a due edizioni dei Giochi del Mediterraneo, vinti dagli Azzurri nel 2005.

## Palmarès
- Nazionale

6º Posto ai Campionati Europei Under-22 (1998)
2000-2001 Don Bosco Livorno promozione dalla A2 alla A1
1º Posto ai Giochi del Mediterraneo (2005)
- Club

2010-11 -  Basket Trapani Promozione dalla A dil. alla Legadue
2011-12 -  Aquila Trento Promozione dalla A dil. alla Legadue
2013-2014 -basket Trento Promozione dalla A2 alla A1
2016-17 - N. Pall. Ghemme Promozione dalla Serie D alla Serie C Silver
2017-18 - N. Pall. Ghemme Promozione dalla Serie C Silver alla Serie C Gold
2019-20 - Teens Basket Cossato Promozione dalla C Silver alla C Gold
2020-21 - Valsesia Basket Promozione dalla Serie D alla Serie C Silver
 Campionato italiano Dilettanti: 1
2011-12